# Домус-де-Мария
Домус-де-Мария (итал. Domus de Maria) — коммуна в Италии, располагается в регионе Сардиния, подчиняется административному центру Кальяри.
Население составляет 1545 человек, плотность населения составляет 15,96 чел./км². Занимает площадь 96,78 км². Почтовый индекс — 9010. Телефонный код — 070.
Покровителями коммуны почитаются Пресвятая Богородица, празднование в первое воскресение октября, и Святой Дух, празднование на Троицу в течение пяти дней.